# شلنژا
شلنژا (به لاتین: Ślęża) یک کوه در لهستان است که در استان سیلزی سفلی واقع شده‌است. شلنژا ۷۱۸ متر بالاتر از سطح دریا واقع شده‌است.